# Villa de Chelva y sus huertas
La villa de Chelva y sus huertas, en el municipio de Chelva, en la comarca de Los Serranos, dentro de la provincia de Valencia, tiene por la resolución de 4 de marzo de 2011, de la Consejería de Cultura y Deporte, de la Generalitat Valenciana, incoado  expediente de declaración de Bien de Interés Cultural, con categoría de Conjunto Histórico. En la delimitación del conjunto histórico se incluyen todas las parcelas y espacios públicos pertenecientes al casco urbano histórico, incluyéndose las áreas de huerta tradicional de su entorno para garantizar su vinculación territorial y mantener despejada la panorámica de la Villa de Chelva; se incluyen por lo tanto, los huertos y campos comprendidos entre el río Chelva y los barrancos del Mozul y del Remedio.

## Descripción histórico-artística
Este conjunto histórico de la villa de Chelva comprende entre otros tres barrios principales, con trazados complejos, sinuosos y enigmáticos, que se adaptan totalmente al terreno en el cual se edificaron; el de Benacacira (musulmán), el del Arrabal (morisco) y el de Azoque (judío); que junto al cristiano y a la zona del ensanche (antiguas calles Nueva y carrera), tienen gran interés histórico y cultural.
El barrio de Benacacira, se considera de origen musulmán, posiblemente del siglo XI y todavía conserva en su interior plazuelas, pasadizos, y callejones, donde se pueden encontrar edificios  cristianos construidos sobre construcciones musulmanas, como es el caso de la Ermita de la Soledad construida sobre una mezquita.
El Arrabal o barrio morisco tiene su origen tras la conquista del rey Jaime I de Aragón, por lo que habría de datarse  en los siglos XIII y XIV. Presenta un  trazado tortuoso  y sus límites se ven inmersos en la huerta. Dentro de este barrio tenemos muchos edificios históricos como el antiguo Ayuntamiento o Consejo de la Villa (construcción de origen medieval posteriormente reformada);  la mezquita de Benaeça, actualmente ermita de la Santa Cruz,  orientada hacia La Meca que, junto a la de "La Xara", en  Simat, es la única que queda sin derribar en la Comunidad Valenciana;  su origen se remonta a 1370 y es el edificio religioso más antiguo de Chelva, en el siglo XVI fue convertida al culto cristiano, convirtiéndose en iglesia parroquial. La mezquita conserva su planta rectangular con tres naves longitudinales y una cubierta a dos aguas, sustentada por un conjunto de arcos apuntados perpendiculares a la fachada principal, fue restaurada en 2007; y un poco más abajo está la ermita de los Desamparados (1658-1662), construida, casualmente, sobre las casas de los que dieron muerte a un Vizconde de Chelva, Francisco Ladrón.
La judería o barrio del Azoque presenta  calles estrechas y en su origen amurallado (que conserva el trazado original), aislando a sus habitantes de los musulmanes y cristianos.
En la zona del ensanche, se encuentra la Iglesia Arciprestal, en la Plaza Mayor.